# Carrie E. Breck
Carrie E. Breck, Carrie Elizabeth Ellis Breck, född 22 januari 1855, död 27 mars 1934, var en amerikansk sångförfattare som skrev andliga sånger. Under sina vardagliga sysslor hade hon alltid en anteckningsbok med sig, så att hon kunde skriva ner vad som kom för henne. Hon hade inte någon bra sångröst, men däremot god känsla för rytm.

## Psalmer
- Det är en som har dött i stället för mig
- Du är min klippa, Jesus min Herre
- En underbar Frälsare har jag
- Tänk, när jag min Herre skådar